# سی. جی. مک‌کالوم
کریستین جیمز «سی. جی.» مک‌کالوم (انگلیسی: Christian James "C. J." McCollum؛ زادهٔ ۱۹ سپتامبر ۱۹۹۱) بازیکن بسکتبال اهل ایالات متحده آمریکا است.
از باشگاه‌هایی که در آن بازی کرده‌است می‌توان به پورتلند تریل بلیزرز اشاره کرد.